# رسم سند
رسم سند هي مزرعة تتبع القرى محررة تابعة لمركز الخشنية التابع لمحافظة القنيطرة في هضبة الجولان بجنوب غرب سوريا.
مزرعة في الجولان تتبع قرية نعيمية (كودنة) ناحية القصيبة (الخشنية سابقاً)، منطقة ومحافظة القنيطرة (98ن-790م). تقع في أرض بركانية وعرة تخترقها مسيلات تنحدر شرقاً باتجاه وادي الرقاد، وإلى جانبها الشرقي تل أبو قبيص الأثري- تبعد عن قرية النعيمية 1 كم باتجاه الشمال الشرقي. يعمل سكانها بزراعة الحبوب بعلاً إلى جانب تربية الأغنام، تشرب من مياه الينابيع والآبار.